# Eberhardshof
Eberhardshof ist ein Stadtteil und der statistische Bezirk 64 in der westlichen Außenstadt von Nürnberg als Teil der Gemarkung Höfen.

## Lage
Der statistische Bezirk erstreckt sich von der Maximilianstraße im Osten bis zur Ringbahn im Westen und von der Pegnitz im Norden bis zum Frankenschnellweg im Süden und besteht aus den Stadtteilen Eberhardshof und Seeleinsbühl.

## Geschichte

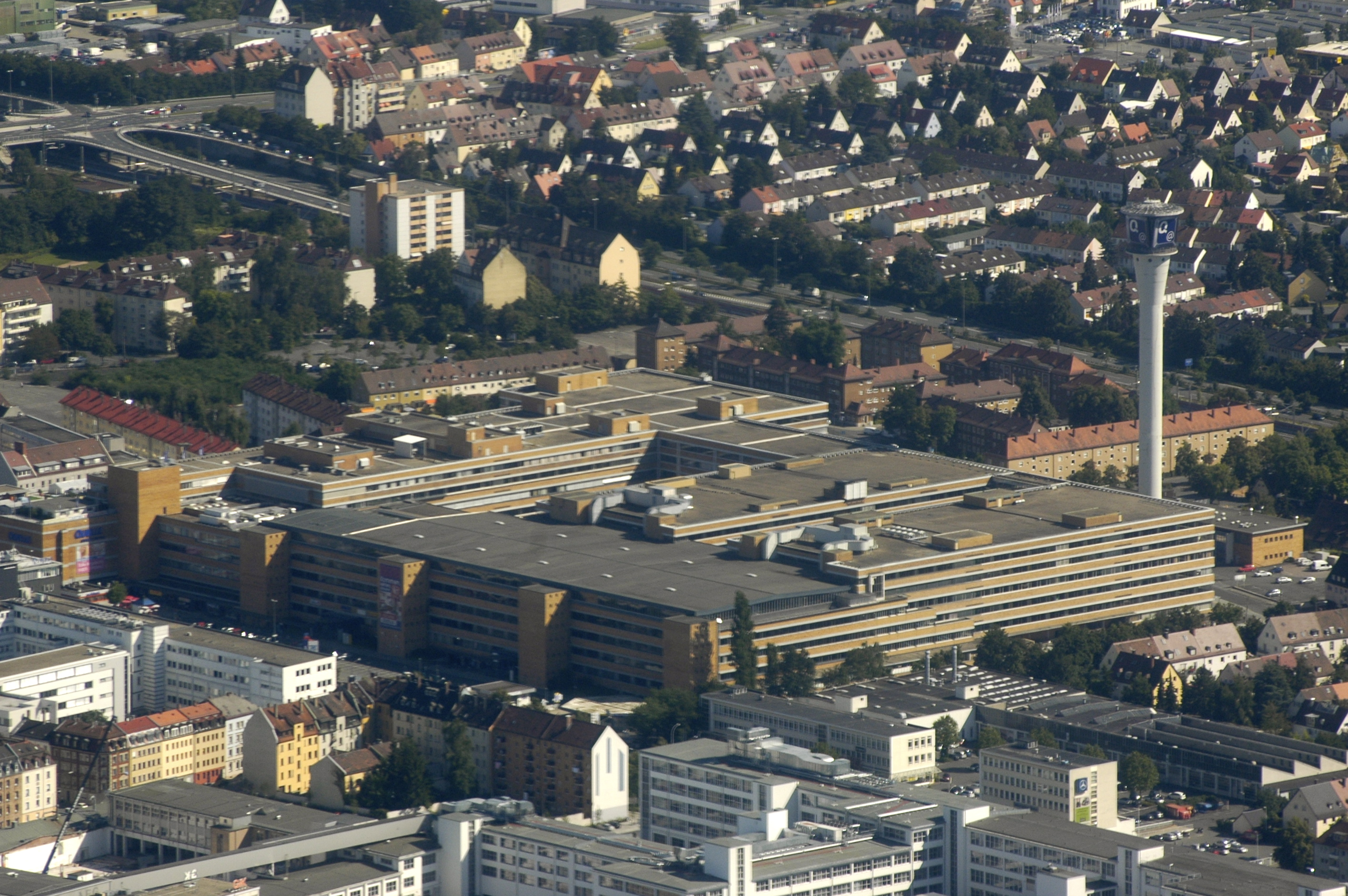
Quelle-Areal im Stadtteil Eberhardshof

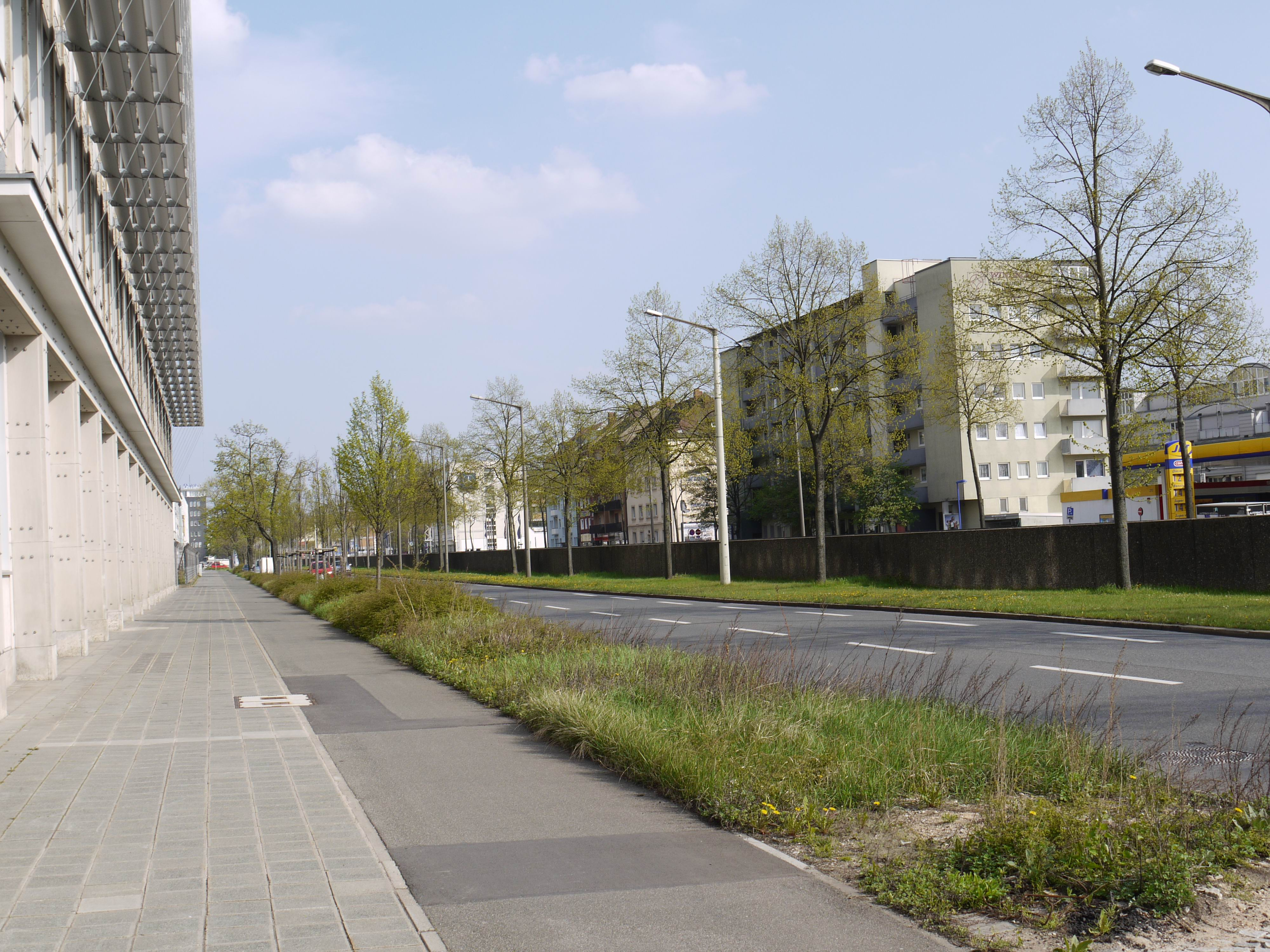
Fürther Straße in Eberhardshof beim ehemaligen AEG-Gelände

Der Ort wurde 1344 erstmals urkundlich erwähnt. Der Ort war damals in Besitz des Elisabethspitals der Deutschordenskommende Nürnberg.
Gegen Ende des 18. Jahrhunderts gab es in Eberhardshof 2 Anwesen. Das Hochgericht war strittig zwischen dem brandenburg-ansbachischen Oberamt Cadolzburg und der Reichsstadt Nürnberg. Die Deutschordenskommende Nürnberg war Grundherr des Ortes und hatte die Vogtei inne.
Von 1797 bis 1808 unterstand der Ort dem Justiz- und Kammeramt Cadolzburg. Im Rahmen des Gemeindeedikts wurde Eberhardshof dem 1808 gebildeten Steuerdistrikt Höfen und der im selben Jahr gegründeten Ruralgemeinde Höfen zugeordnet.
Die Ludwigseisenbahn (1835) und der Ludwig-Donau-Main-Kanal (1840) wurden durch das Gebiet des heutigen Eberhardshof gebaut.
Am 1. Januar 1899 wurde Eberhardshof zu einem Teil des Stadtgebiets Nürnberg.
Entlang der Eisenbahn entwickelte sich die Fürther Straße im Bereich Eberhardshof zu einem industriell geprägten Schwerpunkt in Nürnberg. 
Zuerst siedelten sich Spielwarenhersteller an. In den 1950er Jahren hatte die Nürnberger Motorradindustrie ihren Höhepunkt, dem ihr Niedergang am Ende des Jahrzehnts folgte.
Im Bereich der U-Bahn-Station Eberhardshof ließ sich Quelle mit einem Kaufhaus und Auslieferungszentrum nieder, aber auch Produktionsstätten von AEG und Triumph-Adler. Mit der Schließung der Produktion von TA und danach von AEG setzte in den 1990er Jahren ein weiterer Strukturwandel ein. 2009 eröffnete Arcandor ein Insolvenzverfahren und schloss Quelle.

### Baudenkmäler
- Eberhardshof 1: Gasthaus
- Eberhardshof 2: Wohnhaus
- Diverse Mietshäuser
- Ehemaliges Quelle-Versandhaus

### Einwohnerentwicklung
| Jahr      | 001818 | 001840 | 001861 | 001871 | 001885 | 001900 |
| Einwohner | 8      | 21     | 16     | 30     | 34     | 30     |
| Häuser    | 2      | 2      |        |        | 4      | 4      |
| Quelle    | [ 10 ] | [ 11 ] | [ 12 ] | [ 13 ] | [ 14 ] | [ 15 ] |

## Religion
Der Ort ist seit der Reformation evangelisch-lutherisch geprägt und war ursprünglich nach St. Michael (Fürth) gepfarrt.

## Nahverkehr
Eberhardshof liegt zwischen dem U-Bahnhof Maximilianstraße und dem U-Bahnhof Muggenhof und hat dazwischen noch den U-Bahnhof Eberhardshof. Wegen der Inbetriebnahme der U1 wurde 1981 der frühere Fürther Streckenast der Straßenbahn Nürnberg eingestellt. Der Bahnhof Nürnberg-Neusündersbühl musste dem viergleisigen Ausbau der Bahnstrecke Nürnberg–Fürth im Jahre 2008 weichen.